# Sejm zwyczajny 1635
Sejm 1635 – sejm zwyczajny I Rzeczypospolitej został zwołany 10 października  1634 roku do Warszawy. Powtórny uniwersał zwołujący sejm wydano 29 listopada 1634 roku. 
Sejmiki przedsejmowe w województwach odbyły się w grudniu 1633 i styczniu 1634 roku. Marszałkiem sejmu  obrano Jerzego Ossolińskiego podskarbiego nadwornego koronnego. Sejm obradował od 31 stycznia do 17 marca 1635 roku.
Z powodu zagrożenia wojną ze Szwecją, wskutek upływu rozejmu zawartego w 1629 roku w Starym Targu, uchwalono pospolite ruszenie oraz podatki. Postanowiono zbudować zamek w Kudaku na Dnieprze, mający kontrolować wyprawy kozackie na terytoria tureckie, grożące konfliktami z Turcją.